# Hagen Biesantz
Hagen Biesantz (* 3. November 1924 in Köln; † 4. Dezember 1996 in Dornach) war ein deutscher Klassischer Archäologe und Anthroposoph.
Biesantz war Sohn eines Juristen und einer Mutter, die aus einer Kaufmanns- und Fabrikantenfamilie stammte. Als er vier Jahre alt war trennten sich die Eltern und er kam in die Familie einer Tante. Nachdem er 1935 zunächst kurzzeitig in die Internatsschule Ilfeld gekommen war, wechselte er nach dem Tod des Vaters an das Pestalozzi-Landheim in Zossen, das seine Mutter leitete. Zunächst war die Anstalt noch humanistischen Idealen verpflichtet, wandelte sich dann aber in eine nationalsozialistisch-militärische Zuchtanstalt. Für Biesantz waren der militärische Drill und die Schikanen durch die anderen Schüler traumatisierend. Nach der Schule meldete er sich 1942 zur Luftwaffe, um damit etwa eine Einberufung zur SS zu umgehen. Er wurde zum Kampfpilot ausgebildet, kam aber zu keinen Einsätzen. Das Kriegsende erlebte er bei den Bodentruppen nahe der deutsch-tschechischen Grenze.
Noch 1945 begann er an der Universität Marburg mit dem Studium. Zunächst belegte er die Fächer Theologie und Religionsgeschichte, wechselte aber bald darauf zur Klassischen Archäologie. Zu dieser Zeit kam er auch mit der Anthroposophie in Berührung, für die ihn vor allem der Pfarrer Otto Franke begeistern konnte. 1948 trat er in die Anthroposophische Gesellschaft ein und wurde aktives Mitglied. Im gleichen Jahr heiratete er Brigitte Naumann, die als Medizinstudentin kurz vor ihrem Abschluss stand. Im Laufe der Jahre bekam das Paar vier Kinder. Im Mai 1952 wurde Biesantz in Marburg bei Friedrich Matz mit einer Arbeit zum Thema Kretisch-mykenische Siegelbilder. Stilgeschichtliche und chronologische Untersuchungen promoviert. Für das Jahr 1952/53 bekam er dafür das Reisestipendium des Deutschen Archäologischen Instituts zugesprochen, das neben ihm in dem Jahr unter anderem Erika Simon, Hans Walter, Jürgen von Beckerath und Peter Hommel innehatten. Als Stipendiat bereiste er Italien, England, Frankreich und Griechenland.
Nach seiner Rückkehr wurde Biesantz Mitarbeiter am Homer-Lexikon der Universität Hamburg. Zudem nahm er von 1954 bis 1958 an Ausgrabungen in Thessalien teil, die Vladimir Milojčić leitete. 1954 wurde Biesantz Wissenschaftlicher Referent an der Zentrale des Deutschen Archäologischen Instituts, zwei Jahre später wechselte er als erster Referent und Bibliothekar ans Deutsche Archäologische Institut Athen. Nachdem er sich 1962 an der Universität Mainz, wo er seit 1959 als Assistent in der Lehre aktiv war, mit der Arbeit Die thessalischen Grabreliefs. Studien zur nordgriechischen Kunst habilitiert hatte, wurde er dort 1963 Privatdozent. Er blieb bis 1966 Privatdozent und engagierte sich in dieser Zeit unter anderem für eine Neugestaltung von Studiengängen im Bereich der Kunsterzieher sowie für Nachwuchsfragen im Hochschulverband und in der Rektorenkonferenz. Von 1964 bis 1967 leitete er das Projekt Corpus der minoischen und mykenischen Siegel. Biesatz beschäftigte sich vor allem mit der kretisch-mykenischen Kunst. Zu diesem Gebiet steuerte er auch einen Beitrag für den vierten Band der Ullstein-Kunstgeschichte bei.
1966 wurde Biesantz in den Vorstand der Allgemeinen Anthroposophischen Gesellschaft ans Goetheanum nahe Basel berufen und war danach nicht mehr auf dem Gebiet der Archäologie tätig.

## Schriften
- Kretisch-mykenische Siegelbilder. Stilgeschichtliche und chronologische Untersuchungen., Elwert, Marburg 1954
- Die thessalischen Grabreliefs. Studien zur nordgriechischen Kunst. von Zabern, Mainz 1965
- mit Arne Klingborg: Das Goetheanum. Der Bau-Impuls Rudolf Steiners. Philosophisch-Anthroposophischer Verlag, Dornach 1978, ISBN 3-7235-0211-3
- Mitverfasser: Faust am Goetheanum. Urachhaus, Stuttgart 1982, ISBN 3-87838-348-7